# Gourchelles
Gourchelles is een gemeente in het Franse departement Oise (regio Hauts-de-France) en telt 132 inwoners (2004). De plaats maakt deel uit van het arrondissement Beauvais.

## Geografie
De oppervlakte van Gourchelles bedraagt 2,2 km², de bevolkingsdichtheid is 60,0 inwoners per km².
De onderstaande kaart toont de ligging van Gourchelles met de belangrijkste infrastructuur en aangrenzende gemeenten.

## Demografie
Onderstaande figuur toont het verloop van het inwonertal (bron: INSEE-tellingen).